# 祝春林
祝春林（1946年9月—），男，辽宁绥中人，中华人民共和国政治人物，曾任中华人民共和国公安部党委委员、纪委书记、督察长，副总警监。